# Northwest Stanwood
Northwest Stanwood ist ein census-designated place (CDP) im Snohomish County im US-Bundesstaat Washington. Zum United States Census 2010 hatte Northwest Stanwood 149 Einwohner. Der CDP war vor dem Census 2010 als North Stanwood bekannt, sein Gebiet ist inzwischen Teil der Stadt Stanwood.

## Geographie
Nach dem United States Census Bureau nimmt der CDP eine Gesamtfläche von 5,8 km² ein, worunter keine Wasserflächen sind.

## Demographie
Nach der Volkszählung von 2000 gab es in Northwest Stanwood 468 Einwohner, 172 Haushalte und 125 Familien. Die Bevölkerungsdichte betrug 80,3 pro km². Es gab 179 Wohneinheiten bei einer mittleren Dichte von 30,7 pro km².
Die Bevölkerung bestand zu 95,73 % aus Weißen, zu 0,64 % aus Indianern, zu 1,28 % aus Asiaten, zu 0,21 % aus Pazifik-Insulanern, und zu 2,14 % aus zwei oder mehr „Rassen“. Hispanics oder Latinos „jeglicher Rasse“ bildeten 2,56 % der Bevölkerung.
Von den 172 Haushalten beherbergten 36,6 % Kinder unter 18 Jahren, 64 % wurden von zusammen lebenden verheirateten Paaren, 6,4 % von alleinerziehenden Müttern geführt; 27,3 % waren Nicht-Familien. 23,3 % der Haushalte waren Singles und 9,9 % waren alleinstehende über 65-jährige Personen. Die durchschnittliche Haushaltsgröße betrug 2,72 und die durchschnittliche Familiengröße 3,24 Personen.
Der Median des Alters in der Stadt betrug 40 Jahre. 28,8 % der Einwohner waren unter 18, 5,3 % zwischen 18 und 24, 24,7 % zwischen 25 und 44, 25,2 % zwischen 45 und 64 und 13,2 65 Jahre oder älter. Auf 100 Frauen kamen 101,7 Männer, bei den über 18-Jährigen waren es 103 Männer auf 100 Frauen.
Alle Angaben zum mittleren Einkommen beziehen sich auf den Median. Das mittlere Haushaltseinkommen betrug 58.194 US$, in den Familien waren es 65.139 US$. Männer hatten ein mittleres Einkommen von 40.179 US$ gegenüber 35.469 US$ bei Frauen. Das Pro-Kopf-Einkommen betrug 24.128 US$. Keine der Familien und 1,6 % der Gesamtbevölkerung lebte unterhalb der Armutsgrenze; das betraf keinen der unter 18-Jährigen und keinen der über 65-Jährigen.